# Sichertshausen (Niederstetten)
Sichertshausen ist ein Wohnplatz auf der Gemarkung der Stadt Niederstetten im Main-Tauber-Kreis im fränkisch geprägten Nordosten Baden-Württembergs.

## Geschichte
Der Ort wurde im Jahre 1325 erstmals urkundlich als Sichartshusen erwähnt. Er war einst im Besitz des Klosters Schäftersheim, welchem er von verschiedenen Adligen gestiftet wurde. Herrschaftlich gehörte Sichertshausen zu Bartenstein in der heutigen Gemeinde Schrozberg im Landkreis Schwäbisch Hall, jedoch zur Zehnt Weikersheim.

## Kultur und Sehenswürdigkeiten

### Kulturdenkmale
Kulturdenkmale in der Nähe des Wohnplatzes sind in der Liste der Kulturdenkmale in Niederstetten verzeichnet.

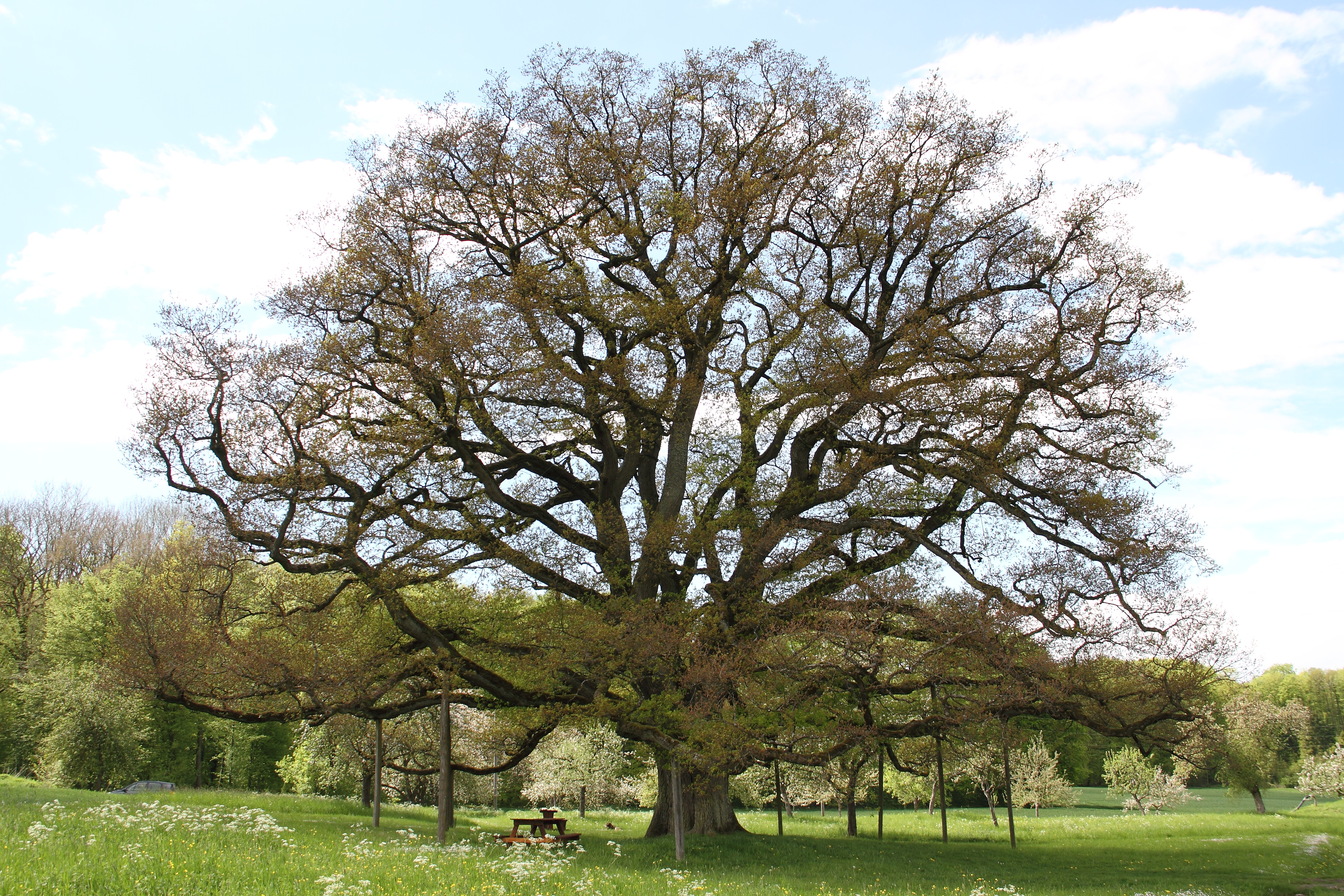
Lenzeiche (2017)

### Lenzeiche
Die Lenzeiche bei Sichertshausen (⊙), im Volksmund auch Tausendjährige Eiche genannt, wurde im Jahre 2015 mit einem Baumumfang von 6,75 m gemessen. Die Höhe der Stieleiche beträgt etwa 23 Meter, das Alter wurde auf ca. 280 Jahre geschätzt. Der Baum, dessen Äste teilweise abgestützt sind, ist seit 1981 als Naturdenkmal gelistet.

## Verkehr
Der Ort ist über die K 2856 zu erreichen und befindet sich in der Nähe der Bundesstraße B290. Im Ort befindet sich die gleichnamige Straße Sichertshausen.